# Estación Santo Domingo
Santo Domingo es una estación ferroviaria ubicada en el paraje del mismo nombre, en el partido de Maipú, Provincia de Buenos Aires, Argentina.

## Servicios
No presta servicios de pasajeros desde el 1 de abril de 2025.
El servicio de pasajeros había estado activo en su operación por última vez, desde noviembre de 2021, desde la estación General Guido hasta la estación Divisadero de Pinamar, operado por la empresa estatal Trenes Argentinos Operaciones con formación CAF 593.

## Ubicación
Se encuentra ubicada a 265 kilómetros de la estación Constitución.